# Step-Aerobic

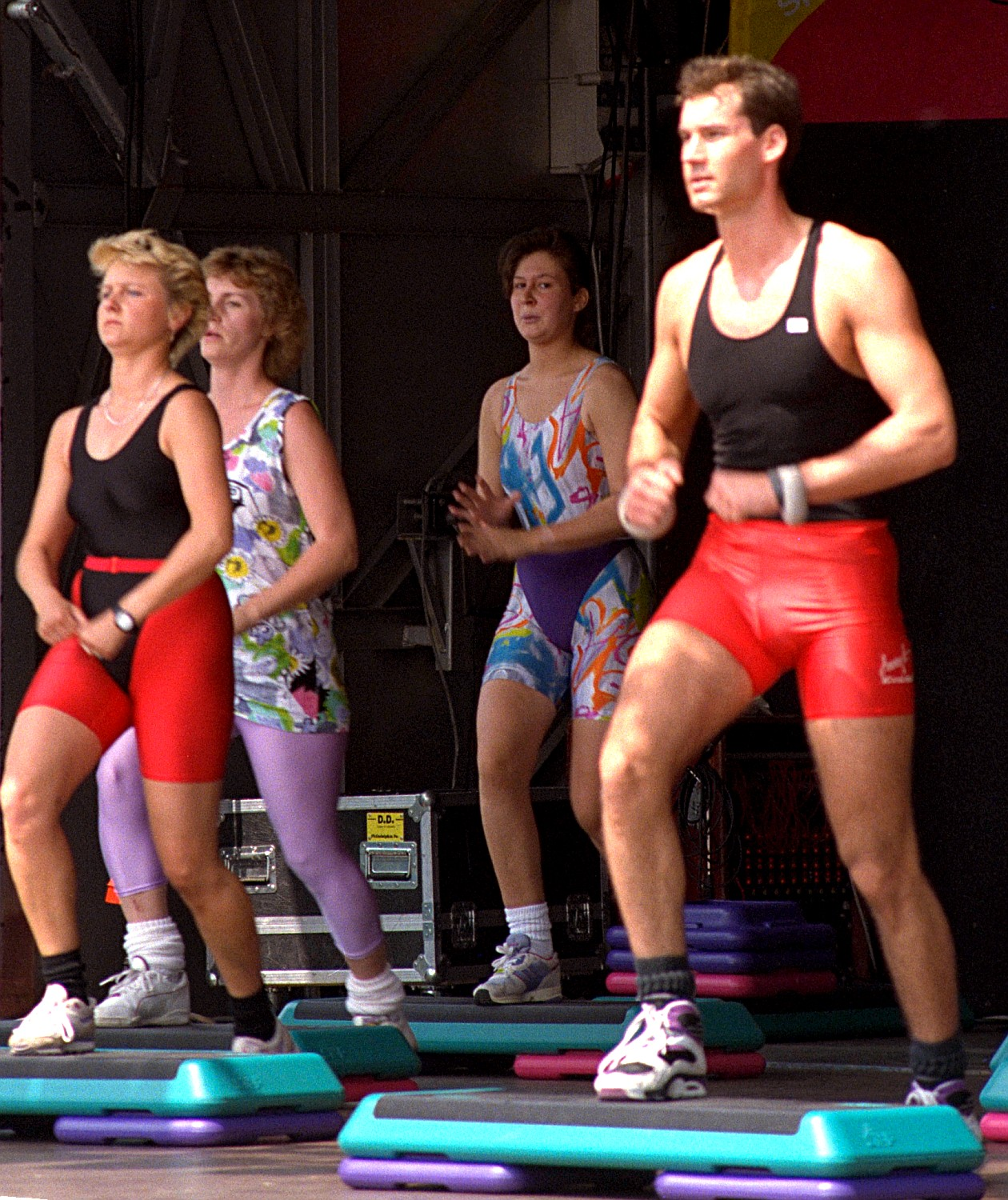
Step-Aerobic-Kurs mit Handhanteln

Step-Aerobic, auch bekannt als Step-Training, ist eine Form der Aerobic-Übung, bei der das Betreten und Verlassen einer kleinen Plattform erfolgt.
Step-Aerobic wurde in den 1980er-Jahren von Physiologen untersucht und erfreute sich 1990 in den USA als Fitnessstudio-Übungsstil rasch wachsender Beliebtheit, vor allem aufgrund der Förderung des Step-Reebok-Geräts und der damit verbundenen Übungsroutinen durch Reebok, die vor allem von Gin Miller befürwortet wurden. Step-Aerobic lockte mehr Männer zu Gruppenübungskursen. Auf dem Höhepunkt im Jahr 1995 gab es 11,4 Millionen Menschen, die Step-Aerobic machten.
Heutzutage werden in vielen Fitnessstudios Step-Aerobic-Kurse angeboten. Zu den Übungsroutinen gehören in den Händen gehaltene Gewichte zur Entwicklung des Oberkörpers. Musik mit mittlerem (nicht schnellem) Tempo begleitet die Routine oft und das Erlernen einer Choreografiesequenz kann das Interesse der Teilnehmer wecken.

## Geschichte

### Hintergrund
Aerobic geht auf das Buch „Aerobics“ von Kenneth H. Cooper aus dem Jahr 1968 zurück, das Jacki Sorensen dazu inspirierte, ihr Aerobic-Tanzprogramm zu starten, bei dem Musik und Tanzroutinen kombiniert wurden, um ein Aerobic-Übungsmuster zu erstellen. Ebenfalls im Jahr 1969 entwickelte Judi Missett Jazzercise und kombinierte auf ähnliche Weise Jazztanz mit Spaßübungen. Missetts Jazzercise und Sorensens Aerobic Dancing entwickelten sich in den 1970er Jahren und erfreuten sich in den USA großer Beliebtheit, so dass es zwischen 1981 und 1982 jeweils 4.000 Ausbilder und insgesamt mehr als 300.000 Schüler gab.
Im Jahr 1982 veränderte Jane Fondas Workout-Video die Fitnesswelt dramatisch und löste in den 1980er Jahren und darüber hinaus einen Boom bei Heimübungsvideos aus. Derselbe Boom kam den Fitnessstudios zugute, indem sie die Zahl der Menschen steigerten, die sich mit Fitness beschäftigten.

## Step Ausrüstung

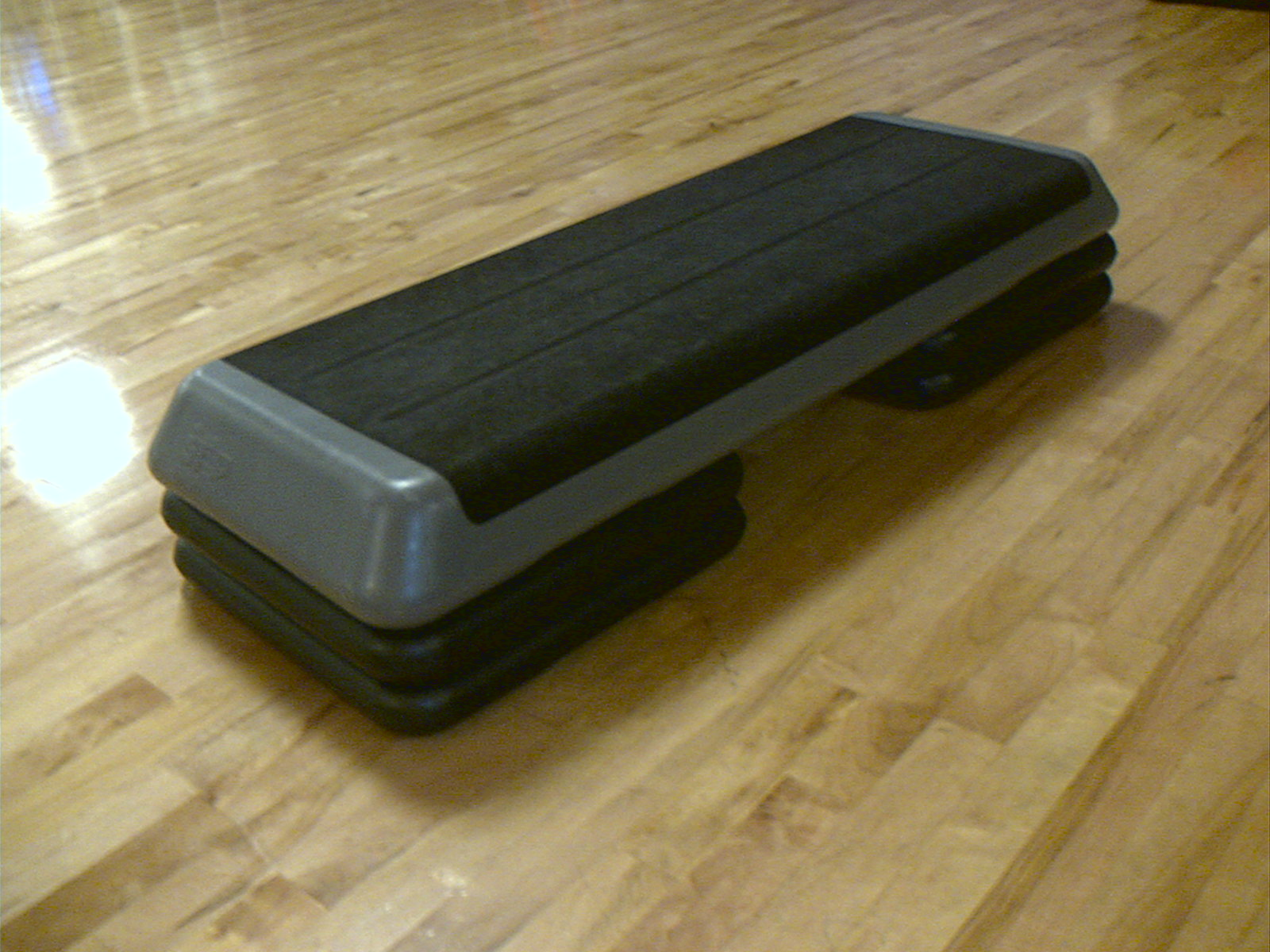
Trittgerät aus Kunststoff für Step-Aerobic

Das Treppensteigen war bereits Jahrtausende alt, als Physiologen im 20. Jahrhundert begannen, seine medizinischen Eigenschaften zu untersuchen. Treppensteigen war schon lange als gesundes Training für das Herz bekannt. Das Auf- und Absteigen auf einer Bank wurde 1986 von einem Team unter der Leitung von Fredric L. Goss vom Human Energy Research Laboratory der University of Pittsburgh untersucht. Goss et al. untersuchten das beliebte Handgewichts-Fitnessprodukt HeavyHands in Kombination mit Schrittübungen auf der 12-Zoll-Fitnessbank „Superstep“ (30,5 cm), verglichen diese Kombination mit Laufbandübungen und fanden sie gleichwertig. Goss folgte 1988 mit einer Bewertung des Energieaufwands von Step-Aerobic in Kombination mit Handgewichten.
Zur gleichen Zeit musste die in Atlanta ansässige Aerobic-Teilnehmerin Gin Miller 1986 aufgrund einer Knieverletzung von intensiven Aktivitäten absehen. Ihr Physiotherapeut riet ihr, wieder zu Kräften zu kommen, indem sie auf eine umgedrehte Milchkiste aus Plastik (28 cm hoch) und wieder herunter stieg. Die Kiste war zu hoch, also benutzte sie stattdessen ihre 20 cm hohe Verandastufe. Nach ein paar Wochen Therapie bemerkte sie, dass sie fitter wurde und erkannte, dass dies eine gute Trainingsmethode für andere sein würde. In Zusammenarbeit mit Connie Collins Williams verwendete Miller Prototypen aus Sperrholz und probierte sie in einem Fitnessstudio von Atlanta Gold’s Gym aus, das später Sportslife hieß. Gemeinsam entwickelten sie 250 separate Schrittbewegungen. Das Programm richtete sich an Männer, die üblichen Fitnessstudiobesucher bei Gold’s. Diese hölzernen Prototypenbänke waren sehr lang: 7,32 × 0,61 m (24 × 2 Fuß) und mit verschiedenen Höhen erhältlich: 10, 11 und 12 Zoll. Es könnten auch kleine Gewichte verwendet werden, die in den Händen gehalten werden. Die Fitnesstrainerin Kathy Smith erlebte den Williams/Miller-Prototyp des Step-Aerobic-Programms zum ersten Mal in seinen Anfängen und dachte: „Das ist das modernste Training, das ich je gesehen habe.“
Miller und Williams gründeten Ende 1988 eine Firma namens Bench Blast, die Holzstufen mit einer Höhe von 6 bis 12 Zoll herstellte. Sie begannen, die Bänke zu verkaufen und ihnen ihren Step-Aerobic-Stil beizubringen. Die beiden trennten sich 1989 und Miller wechselte zu Reebok. Millers Freundin und Reebok-Schuhvertreterin Kelly Watson sah das Bench Blast-Programm und empfahl Miller, Angel Martinez, Reeboks Director of Business Development, aufzusuchen. Martinez fand die Step-Aerobic-Idee gut und stellte Miller dem Reebok-CEO Paul Fireman vor, der schnell grünes Licht gab, Miller einzustellen und eine große Produktkampagne zu starten. Reebok hatte durch die Schuhwerbung bereits Kontakte zu vielen Fitnessstudios und war sehr an neuen Aerobic-Programmen interessiert, die männliche Kunden anlocken würden, da die bestehenden Kurse zu etwa 90 % aus Frauen bestanden. Reebok gab physiologische Studien zum Step-Übungsprogramm in Auftrag, die 1989 von den Ärzten Lorna und Peter Francis an der San Diego State University durchgeführt wurde. The Francis-Studie ergab, dass 40 Minuten Step-Arobic das Äquivalent zu einem Lauf von 11 km bezüglich Sauerstoffbedarf und Kalorienverbrauch sind, aber die körperliche Anstrengung ist wesentlicher niedriger, die gleiche wie beim normalen Gehen.